# Висолає
Висолає (словац. Visolaje) — село, громада округу Пухов, Тренчинський край. Кадастрова площа громади — 9.65 км².
Населення 980 осіб (станом на 31 грудня 2020 року).

## Історія
Висолає згадується 1327 року.

## Населення
| Рік:            | 1994. | 2004.   | 2014.   | 2024.   |
| --------------- | ----- | ------- | ------- | ------- |
| Кількість осіб: | 908   | 947     | 911     | 960     |
| Різниця:        |       | +4,29 % | -3,80 % | +5,37 % |

| Рік:            | 2023. | 2024.   |
| --------------- | ----- | ------- |
| Кількість осіб: | 981   | 960     |
| Різниця:        |       | -2,14 % |